# Kupferbergwerk Anakonda
Das Kupferbergwerk Anakonda war ein großes Bergwerk in Butte im US-amerikanischen Bundesstaat Montana, in dem Kupfer abgebaut wurde.

## Geschichte
Bis 1881 war die Grube im Besitz von Michael Hickey, von dem Marcus Daly sie erwarb.
Deren Erz wurde von der Anaconda Copper Mining Company mit der Butte, Anaconda and Pacific Railway 45 Kilometer nordwestlich zu einer dort aufgebauten Kupferhütte befördert. 
Um diese herum entwickelte sich eine Siedlung, die nach der Bergbaugesellschaft Anaconda (Montana) benannt wurde. 1947 wurde der Tiefbau eingestellt und auf dem Gelände wurde ab 1955 der Tagebau Berkeley Pit aufgeschlossen, der bis 1984 betrieben wurde.

## Trivia
Anakonda ist der Schauplatz eines Kapitels in der Lebensgeschichte von Dagobert Duck. Er trifft dabei auch auf  Marcus Daly.